# Doggystyle Records
Doggystyle Records är ett skivbolag grundat av rapparen Snoop Dogg år 1995. 

## Artister och grupper

### Nuvarande
- Snoop Dogg
- Niggarachi
- Tha Dogg Pound
- DPGC
- 213
- Tiffany Foxx
- Terrace Martin
- Crystalle Hernandez
- Daz Dillinger
- Delano
- The Snoopadelics
- Kurupt
- Lady of Rage
- Lil' 1/2 Dead
- RBX
- J. Black
- Soopafly
- Shon Don
- Westurn Union
- The Warzone
- Nine Inch Dix
- Azuré
- Tru Life
- JT the Bigga Figga
- Nate Dogg

### Dåvarande
- LBC Crew
- Tha Eastsidaz
- Doggy's Angels
- Butch Cassidy
- Kokane
- The Relativez
- Mira Mira
- Mykestro
- E-White
- CPO
- Vinnie Bernard